# Suaza
Suaza là một khu tự quản thuộc tỉnh Huila, Colombia. Thủ phủ của khu tự quản Suaza đóng tại Suaza Khu tự quản Suaza có diện tích 383 ki lô mét vuông. Đến thời điểm ngày 28 tháng 5 năm 2005, khu tự quản Suaza có dân số 8190 người.